# Лоєва
Лоєва́ (у радянські часи та перші роки незалежності — Лоїва) — село  в Україні, у Надвірнянській міській громаді Надвірнянського району Івано-Франківської області.

## Походження назви села
Біля підніжжя Страгори серед смерекових і букових лісів розкинулось село Лоєва, історія якого своїм корінням сягає у глибину віків.
Стосовно самого походження назви села існує декілька легенд, які дають змогу частково відтворити і пояснити історичну назву села.
- Одна з легенд говорить, що населений пункт дістав свою назву від імені легендарного слов'янського князя Лоя, який під час сильної зливи організував жителів на приборкання стихії в особі потоку, що розливався, показуючи при цьому особистий приклад. За це вдячні жителі назвали село його іменем. Назва Лой пізніше трансформувалась у слово Лоєва.
- Інша легенда говорить про те, що в цих місцях була значна кількість худоби, яку місцеві жителі використовували для повсякденних потреб. (Лой або лій — жир дрібних копитних свійських тварин, в основному, кіз та овець).

## Символіка

### Герб
Щит розтятий червоним і чорним. У першій частині срібний обеліск із чорними малюнками. У другій частині зелена гора з трьома вершинами, кожна права вище і попереду, обтяжена срібною топкою солі, яка супроводжується золотою чашею зі срібною сіллю і червоним полум'ям, що випускає золоте сяйво.

### Прапор
У центрі квадратного зеленого полотнища щиток: у білому полі жовта чаша із білою сіллю та червоним полум'ям. У держака і вільного краю геометричний орнамент зеленого, жовтого та червоного кольорів.

## Географія
Селом протікає потік Лойовець.
Шлях до Івано-Франківська пролягає через Лоївський перевал (570 м), який з'єднує басейни Дністра і Дунаю.

## Давні часи
Археологічні дані свідчать, що ця територія була заселена представниками підкарпатської культури кераміки 2000—1500 років до нашої ери (урочище Куштіль). Пізніше на території села жили племена, що були носіями Ґава-голіградської культури (кін. II — першій половині І тис. до н. е.), про що свідчать знайдені в селі залишки соляних шахт і солеварного виробництва тих часів.
У княжі часи територія села входила до Руси-України, а пізніше до Галицько-Волинської держави. Цілком ймовірно, що ця територія служила базою для розміщення слов'янських воїнів, оскільки недалеко знаходились володіння угорських королів. Після розпаду Галицько-Волинської держави і феодальних міжусобиць село Лоєва опинилось в руках польської шляхти. Так як і в інших регіонах Гуцульщини тут набула розмаху форма боротьби відома в історії під назвою опришківство. Саме через Страгору проходив відомий в історії Транскарпатський шлях, яким дружина Довбуша в 1743 році везла харчі для опришків у село Ясіня, та й самі опришки на чолі з легендарним ватагом переходили через Лоєву, коли робили напад на Богородчанську фортецю.

## Перші згадки
Перші писемні джерела, які згадують Лоєву, за твердженням академіка В. Грабовецького відносяться до 60-70-их років XVI століття. Жителі села в основному займалися скотарством, працювали на лісорозробках і в меншій мірі землеробством. Важкий феодально-кріпосницький гніт посилювався національно-релігійним гнітом, який полягав у тому, що австрійська влада проводить політику «поділяй і владарюй»; на керівні посади на Гуцульщину, як правило, призначала вихідців з числа німецької і польської національностей, що поглиблювало національні суперечності між народами. Більшу частину землі у 80-х роках XIX ст. в селі Лоєва становила державна власність.
За переписом населення 1880 р. тут на той час проживало у громаді 622 гуцули та 4 поляки, котрі ще замешкували на території Лоєви, а належали до своєї римо-католицької парафії в м. Надвірна. Греко-католики с. Лоєва тоді також належали до парафії у м. Надвірна, але мали вони й церкву в селі.

## Передвоєнне життя
Як подає церковний шематизм за 1935 рік, на той час село Лоєва і надалі належало до греко-католицької парафії у місті Надвірна. Парафіяни, які замешкували в селі, брали безумовно активну участь у церковних братствах. Приміром, Братство тверезості і товариство Апостольства Молитви — вони на той час нараховували 380 членів та існували й діяли при парафіяльній церкві у м. Надвірна. У тому ж періоді в Лоєві існувала школа систематична і утраквістична [Архівовано 17 вересня 2019 у Wayback Machine.]. У ранніх джерелах про існування в цьому селі школи не згадується. Щодо культурно-освітньої праці, то вона у великій мірі концентрувалася у читальні «Просвіти», де переважно діяли аматорські гуртки, хор і бібліотека. Австрійський уряд мало дбав про розвиток. Скажімо, у кінці XIX ст. на початку XX ст., коли стояло питання про відкриття філії товариства «Просвіта» в селі Лоєва її не можна було відкрити: «Через страшенну темноту тамтешніх жителів». Настільки австрійський уряд занедбав освіту простих жителів Лоєви і був про них негативної думки.
Громадсько-політичну роботу в селі головним чином проводила Українська Радикальна Партія і Українське національно-демократичне об'єднання. При цьому треба зазначити, що Радикальна Партія під час польської окупації займалася не тільки підготовкою та проведенням виборів українських послів до польського сейму, але звернула увагу й на вибори місцевих урядників, чого до того часу не було.

## Часи радянської окупації
У вересні 1939 році с. Лоєва, як і всі інші західноукраїнські землі було включено до УРСР. Нова влада, проводячи політику радянізації західних областей, повела шалену боротьбу проти всього українського, зокрема, проти «Просвіти», яку вважали націоналістичною. Розпочалися переслідування діячів ОУН, Лугу, Пласту тощо, очолювані «ворогами народу». Тому не дивно, що діяння радянської влади зустріли негативну реакцію з боку місцевого населення. Це особливо яскраво проявилося під час німецько-радянської війни. Тисячі свідомих українців готові були в ім'я національної ідеї й відродження української держави (30 червня 1941) воювати на стороні Третього Рейху проти Радянського Союзу. Проте вище керівництво Німеччини і особисто Гітлер були проти того, щоб надати будь-яку незалежність іншим народам, у тому числі українському. В Україні розпочався новий етап боротьби, відомий в історії під назвою як національно-визвольні змагання, пов'язані з боротьбою УПА, котра боролася проти німецьких, а пізніше і радянських військ.
Ця боротьба не залишила осторонь найсвідоміших мешканців села, які поповнювали боївки УПА. З приходом радянських військ влітку 1944 року боротьба з радянськими каральними органами розгорілася з новою силою. Вступивши на територію Лоєви чекісти почали проводити репресії проти т. зв. «куркулів» і «ворогів народу». 19 грудня 1944 року 19 родин з села Лоєва виселили на Сибір. Цим самим поклали початок на теренах Делятинщини виселенню «ворогів народу».
Слід відмітити, що вступивши на територію Західної України, захоплюючи її від німців, Червона Армія йшла далі на захід, а у захоплених районах проводили мобілізацію з метою поповнення гарматним м'ясом та для скорочення бази повстанських загонів.
Як і в інших населених пунктах, прихід радянської влади супроводжувався т. зв. «розкуркулюванням» і насильним створенням колгоспів. За роки існування радянської влади в селі був колгосп, пізніше реорганізований у радгосп «Прикарпатський», який спеціалізувався на вирощуванні м'яса.

## Сьогодення
У селі є загальноосвітня школа I—III рівнів, дитячий садок «Росинка», фельдшерсько-акушерський пункт на 2 кабінети, стоматологічний кабінет, бібліотека. У Лоєві є міні футбольне поле.
На території села зареєстровані дві церкви: УГКЦ «Святого Дмитрія», отець Василь Білусяк, та УГКЦ «Воскресіння Господнього», отець Василь Білусяк.

## Населення

### Мова
Розподіл населення за рідною мовою за даними перепису 2001 року:
| Мова            | Кількість | Відсоток |
| --------------- | --------- | -------- |
| українська      | 1542      | 99.68%   |
| російська       | 3         | 0.20%    |
| білоруська      | 1         | 0.06%    |
| інші/не вказали | 1         | 0.06%    |
| Усього          | 1547      | 100%     |

## Постаті
- Мельник-«Хмара» Петро (10 жовтня 1910 с. Камінне, Надвірнянський район — † 27 квітня 1953, с. Лоєва,) — командир загону (територіального відтинку) ТВ-21 «Гуцульщина», що входив до Військової Округи ВО-4 «Говерля», УПА-Захід.
- Грицюк Юрій Іванович (5 травня 1962, Лоєва) — академік Лісівничої академії наук України, завідувач кафедри управління інформаційною безпекою Львівського державного університету безпеки життєдіяльності, доктор технічних наук, професор.
- Антоній (в миру Фірлей Роман Іванович; 16 вересня 1978, Лоїва, Надвірнянський район, Івано-Франківська область, Українська РСР, СРСР) — архієрей Православної церкви України, єпископ Чернігівський і Ніжинський з 2022.